# Callanthias allporti
Callanthias allporti is een straalvinnige vissensoort uit de familie van zeebaarzen (Callanthiidae). De wetenschappelijke naam van de soort is voor het eerst geldig gepubliceerd in 1876 door Günther.